# Dædalus
Dædalus est une revue fondée en 1955 sous le nom de « Journal of the American Academy of Arts and Sciences ». Elle est publiée par MIT Press pour le compte de cette académie.